# Hospital de Nuestra Señora del Carmen (Cádiz)
El Hospital de Nuestra Señora del Carmen situado en la ciudad de Cádiz (España) es un edificio barroco de mediados del siglo XVIII, y es obra de Pedro Luis Gutiérrez de San Martín, maestro sevillano, (1705-1792).
Inaugurado el 16 de octubre de 1749, el Hospital de Mujeres fue testigo y sirvió de ayuda en los acontecimientos difíciles que vivieron la nación y la ciudad, como las epidemias del siglo XIX, el desastre del 98, la guerra de África, o la Guerra Civil. La falta de medios económicos obligó al Obispo Antonio Añoveros a la clausura del hospital en 1963, y es, desde entonces la sede del Obispado de Cádiz y Ceuta que dedica gran parte del edificio a la institución diocesana de Cáritas, desde donde se coordina, elaboran y fomentan proyectos y programas para los más necesitados a través del Fondo Diocesano de Solidaridad y otras fuentes de financiación, entre otras actividades.

## Historia

### La atención hospitalaria de Cádiz en la primera mitad delsigloXVIII
Cádiz, tras el saqueo e incendio de la ciudad por la escuadra angloholandesa del Conde de Essex en 1596, pudo recuperarse lentamente y proseguir con su vocación de futuro Emporio del Orbe como puerto de partida y vuelta de la Flota y Galeones de la Carrera de Indias, de expediciones y armadas con su carga doliente de enfermos y heridos. Aquí los medios para curarlos no eran abundantes, por más que Fray Gerónimo de la Concepción afirmara que Cádiz tenía muchos hospitales, donde se curaban de todo género de enfermedades así hombres como mujeres.
En 1598 solo existía en Cádiz un hospital llamado de la Misericordia, que se encontraba en la plaza pública. Atendía a todos los enfermos y heridos de la ciudad y de las naos que partían o arribaban al puerto de Cádiz, estando asistido por hermanos de San Juan de Dios. Contaba con 20 camas, de las cuales 10 eran para enfermedades de calenturas, 4 para convalecientes, 4 para heridos y 2 para mujeres, que resultaban del todo insuficientes para una población que se calcula para aquellos años en 10 000 personas. La situación se hizo insoportable pues siendo Cádiz puerto muy frecuentado y con gentes sin residencia en espera de su paso para las Indias, las mujeres enfermas y desvalidas morían con frecuencia en los portales de los edificios públicos.
Se cita el año 1634 como el inicio de las gestiones de lo que sería llamado Hospitalito de Mujeres. La beata Antonia de la Cruz andaría afanosa recogiendo y atendiendo a sus pobres enfermas en una casa dentro del Barrio del Pópulo alrededor de aquella fecha. Un ilustre miembro de la nación vizcaína, el capitán Diego de Aguirre, otorgó su testamento en Cádiz el 28 de abril de 1634. Se compró la capilla de los vizcaínos en la iglesia en construcción de San Agustín. Dos de los albaceas del testamento de Diego de Aguirre (Manuel de Iriberri y Antonio de la Yust) destinaron una serie de limosnas para remediar a las mujeres enfermas, comprando unas casas en la calle de la Carnicería del Rey, frente al corral de las comedias, donde establecieron un modesto hospital para la curación exclusiva de ellas.

### El Hospitalito y la Madre Antonia de la Cruz con sus terciarias del Carmen
Cuenta Fray Gerónimo de la Concepción que los gaditanos secundaron con sus limosnas la iniciativa de los vascos y que, después de realizar las obras necesarias, en el año 1657, siendo obispo Don Fernando de Quesada, se procedió a la bendición y dedicación de la Iglesia y Hospital con el título y advocación de Ntra. Sra. del Carmen, colocando en ella una imagen devotissima de esta Señora con asistencia y concurso de toda la Ciudad.
En el Hospital de Mujeres, hoy Obispado, se conserva una pintura de gran tamaño con el tema de Nuestra Señora del Carmen, atribuida desde siempre a Meneses Osorio, con la particularidad de representar en la zona inferior una escena narrativa: aparece la sala de las enfermas en sus camas y atendidas por dos beatas con hábito marrón y toca blanca. A la izquierda, en la puerta, se ven dos caballeros con capa y sombrero de ala ancha y, a la derecha, al fondo de otra puerta que sirve de punto de fuga al espectador, la figura de un clérigo con manteo y teja, sin duda el administrador y capellán del Hospitalito.
La Madre Antonia se preocupó también de proporcionar a sus enfermas una asistencia religiosa permanente y propia, fundando una capellanía para el administrador eclesiástico. La meritoria fundadora del Hospitalito, aunque apartada de sus obligaciones, siguió junto a sus enfermas y hermanas carmelitas hasta su fallecimiento. Las compañeras de la Madre Antonia continuaron con su obra caritativa agrupadas en un beaterio. Los prelados gaditanos consideraron esta casa como objeto de su atención y cuidado pastoral y nombraban a un eclesiástico como administrador y capellán, depositando en él la dirección inmediata tanto material como espiritual del mismo y de las clones consagradas al cuidado de las enfermas.

### La laboriosa gestación del Hospital Nuevo de Mujeres
Pasaron los años y el Hospitalito de la calle Columela, esquina a la de Feduchy se hizo insuficiente para la cantidad de pobres enfermas que tenía que atender en el Cádiz de la segunda década del siglo XVIII, donde la población gaditana alcanzó la cifra de 70.000 habitantes.
Aunque obispo gaditano desde 1715 entró en la ciudad a gobernarla en 1717 el Excmo. Sr. D. Lorenzo Armengual y de la Mota, que había sido Gobernador del Consejo de Hacienda y Consejero de Estado. Con su caudal creó un mayorazgo anejo al título de Marqués de Campo Alegre y le agregó diferentes obras pías dentro y fuera de la diócesis y costeó la construcción de la Parroquia Auxiliar de San Lorenzo dotándola suficientemente. Antes de morir buscó un solar para la construcción del Hospital Nuevo de Mujeres. Hubo dificultades pero, al fin, encontró otro sitio cerca de la nueva ayuda de parroquia, tratando luego de comprarlo y prevenir los materiales para la construcción. Su fallecimiento se lo impidió y dejó el encargo a su hermana, Dª Jacinta, Marquesa de Campo Alegre, que dio poder al canónigo Cayetano de Vara el 14 de abril de 1733 para invertir 12.000 pesos en la compra de terreno y principiar la edificación. Se adquirió un sitio de 1.830 varas cuadradas frente a la calle de la Cuna, propiedad de las Monjas de Santa María, ante el escribano Francisco Pérez Ángulo, por escritura del 30 de diciembre de 1733.
El canónigo Vera dirigió el 18 de julio de 1736 un memorial al Ayuntamiento solicitando permiso para dar principio a la fábrica, que comenzó el 10 de septiembre siguiente. No pudo hacerse la inauguración hasta trece años después. El Cabildo de la ciudad puso la piedra, que se sacó de San Sebastián y de Santa Catalina, y 16.000 ducados del reoctavo del vino, por lo que sus armas adornarían las enjutas de los arcos del patio principal del nuevo edificio. Pero no fue suficiente lo anterior, ni las aportaciones del pueblo y las reiteradas limosnas del obispo Fray Tomás del Valle. Se recurrió a Madrid y se concedió un censo de 90.000 reales por Su Majestad. El canónigo Alejandro de Pavía, director y administrador de las obras desde la primera piedra, marchó a Madrid en 1748, aunque se desconoce el resultado de esta entrevista.
El sobrino del Obispo Armengual, D. Bruno Verdugo, Marqués de Campo Alegre, y el canónigo Pavía suplieron de sus peculios particulares lo necesario para la inauguración del nuevo Hospital. El gasto total de la obra, incluidos los útiles, las camas, colchones, sacristía, hábitos y tocas de las madres y hermanas, etc., ascendió a la cantidad de 1.034.977 reales y 4 maravedíes de vellón.
El Hospital de Ntra. Sra. del Carmen es uno de los más bellos edificios barrocos de mediados del siglo XVIII, obra del maestro mayor Pedro Luis Gutiérrez de San Martín, más conocido como Maestro Afanador. Su amplia y ricamente adornada fachada y su patio de columnas toscanas con larga galería superior cerrada, sus cuatro amplias salas para las enfermas, la enfermería, las oficinas y dependencias para el administrador, las madres y hermanas, las empleadas y mozos, su iglesia, profusa y delicadamente revestida y adornada al gusto y al estilo rocalla de la época, su escalera imperial y otros detalles impresionaron el 16 de octubre de 1749, día de su inauguración.
Para colocar el Santísimo Sacramento en su iglesia se celebró en aquella fecha una procesión general que salió de la Catedral Vieja de Santa Cruz, con el Cabildo eclesiástico. Presidía el obispo, Fray Tomás del Valle y le seguían personas relevantes, las naciones extranjeras, el Comercio, los Tribunales y, por último, la Religiosa, Política, Cristiana, Nobilísima, Generosísima y Devota Ciudad de Cádiz, representada por su cabildo civil.

### Período de esplendor
Instaladas las enfermas en una casa nueva y espléndida, dio comienzo la mejor etapa de la historia del Hospital de Mujeres. El antiguo Hospitalito de la calle Columela fue reformado y alquilado como viviendas particulares para engrosar el capital necesario para el sostenimiento y demás gastos de la obra pía. Afectados por los incendios de la Guerra Civil de 1936 fueron derribados sus muros y arcos para levantar una tienda de tejidos.
En 1773 se construyó en el Hospital nuevo la sala de convalecencia y, dos años más tarde, la sala de San José.

### Decadencia delsigloXIX
Cuando Antonio Ponz visitó el Hospital de Mujeres del Carmen en 1791, escribió que casi podía decirse que superaba a los demás en la asistencia y aseo, tanto que pocas casas de particulares habría que le excedieran en este aspecto y poquísimas que le llegasen. Muy ajeno estaba el viajero a los cambios y deficiencias que pronto habría de experimentar la institución hospitalaria.

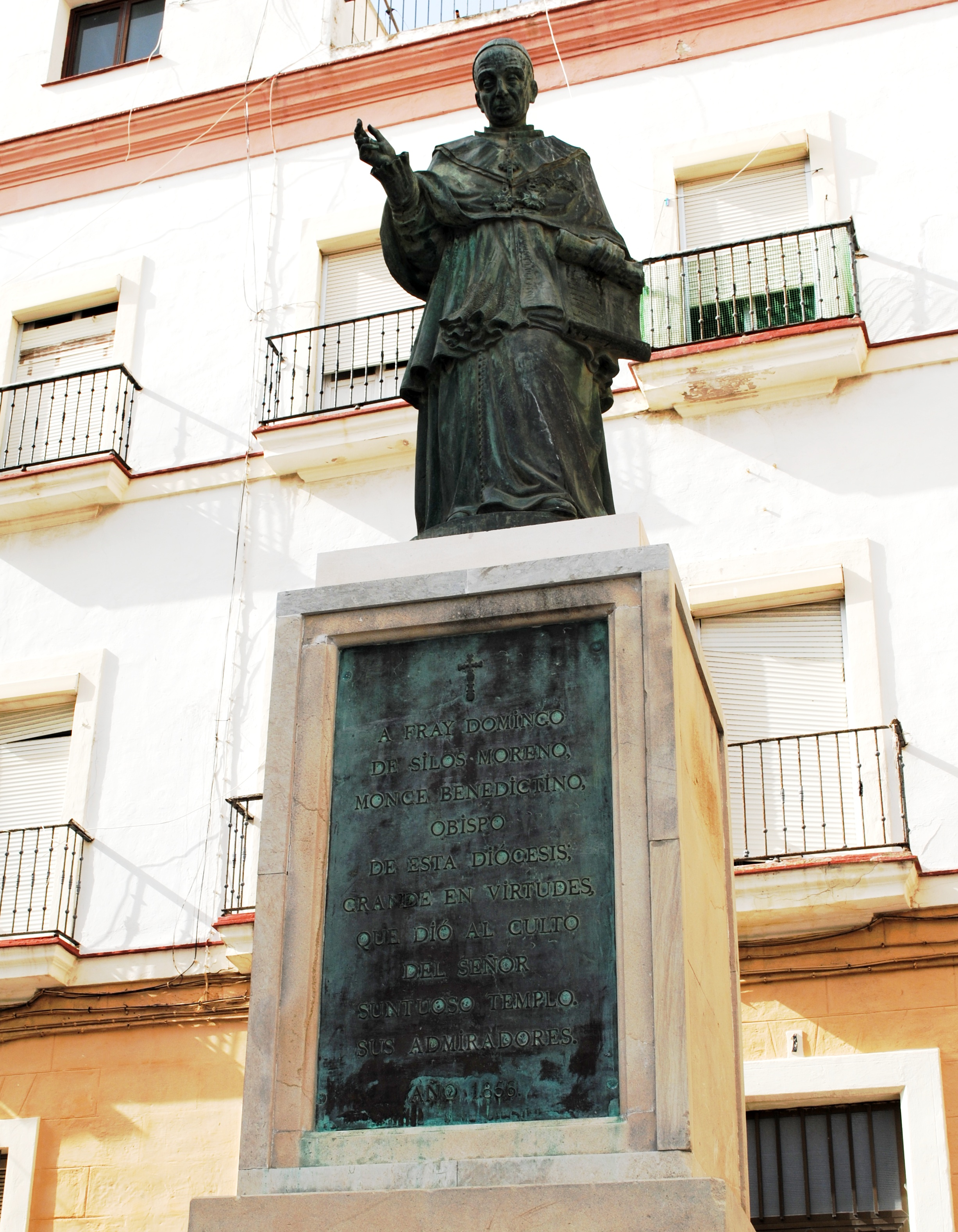
Domingo de Silos Moreno.

La Guerra de la Independencia, el Trienio Liberal y la Desamortización de Mendizábal con la etapa de gobierno progresista fueron otras tantas etapas de prueba para el Hospital del Carmen y sus esclavas enfermeras. El famoso obispo, Fray Domingo de Silos Moreno supo defender, ante el proyecto de la Junta de Beneficencia para unir los Hospitales de San Juan de Dios y del Carmen, su gobierno con respecto al culto en su Iglesia como al nombramiento del director.
La Iglesia Gaditana encontró una solución para mantener abierto el Hospital del Carmen, cuando la Ley de Beneficencia con sus recomendaciones y exigencias, y la angustia económica obligó al obispo D. Juan José Arbolí y Acaso en 1860 a la sustitución de las últimas religiosas esclavas del Carmen por una comunidad de Hermanas Terciarias Carmelitas de la Caridad. Procedían últimamente del Hospital Militar establecido en San Roque con motivo de la Guerra contra Marruecos.
El Hospital de Mujeres fue testigo y sirvió de ayuda en los acontecimientos difíciles que vivieron la nación y la ciudad, como son las epidemias de la segunda mitad del siglo XIX, sobre todo la de cólera de 1885 (véase: Pandemias de cólera en España), el Desastre del 98 con el retorno de los soldados enfermos y heridos de Cuba, Puerto Rico y Filipinas, la guerra de África y la Guerra Civil, que convirtió el centro en hospital de sangre de retaguardia.
El edificio sufrió en 1909 el hundimiento del salón principal junto a la fachada, que causó la caída parcial de las bóvedas de la iglesia. Este contratiempo sirvió para restaurarlas espléndidamente por el obispo Manuel Rancés y Villanueva (1842-1919). La demanda de servicio hospitalario motivó la ampliación interior del centro con nuevas dependencias de enfermería y demás oficinas en torno a un patio más, ajustándose al estilo del histórico y artístico Hospital de Mujeres.
La falta de medios económicos obligó al obispo Antonio Añoveros Ataún a la clausura del Hospital de Mujeres en 1963, al traslado de las carmelitas de la Caridad al Hospital de San José de la cercana población de San Fernando y al destino de las rentas para la dotación de dos camas en el Hospital de San Juan de Dios, adaptándose el edificio a los fines y usos de Casa de la Iglesia, en los que perdura hoy.
En 2007 se procede a la restauración de la Iglesia del Hospital, estando todavía en obras.

## Arquitectura

### Fachada exterior
El edificio se dispone en torno a dos patios comunicados entre los cuales se levanta la escalera imperial que lo ha hecho famoso. Detrás existe todavía un amplio espacio llamado antiguamente corral-circo, convertido posteriormente en jardín y patio de recreo de un colegio. La fachada por este lado no ofrece mayor interés, al contrario de la principal de la calle Hospital de Mujeres n.º 26 duplicado, que se ajusta al esquema compositivo típico de la arquitectura civil de la ciudad (bajo, entresuelo, principal y cuarta planta para la servidumbre).
La fachada destaca por su riqueza decorativa. La libertad del Barroco popular abre tres ingresos en la planta baja que ni se ajustan al eje de simetría ni son iguales, sin o diferentes en sus portadas para destacar su importancia y función. De izquierda a derecha:
1. Iglesia
2. Puerta del Hospital
3. Puerta menor condenada.

En el entresuelo se abren ventanas cruciformes, nada comunes y singulares por su simbología. El cuerpo principal presenta vanos amplios flanqueados por otros dos a manera de ventanas, coronados de frontones rotos con óvalos en sus centros y sustentados por atlantes. Un largo balcón recorre y defiende el frente de los vanos centrales. el último cuerpo se articula mediante pilastras jónicas, entre las que se abren vanos rectangulares como balcones con barandillas independientes.

### Zaguán
Todas las puertas de la fachada exterior, como las del interior del edificio, son de maneras nobles con clavos y bocallaves de bronce. El ingreso al Hospital se hace por un zaguán-capilla, enlosado de mármol blanco, con las paredes de jaspe crema sobre zócalo gris y pilastras de orden jónico de jaspe verde y cubierto de artesonado de madera del mismo color, con molduras mixitlíneas y cabezas de querubines. A la izquierda de la puerta interior, con cancel y mirilla de hierro de forja, se encuentra un pequeño retablo, también de mármol blanco de dos cuerpos de pilastras jónicas de jaspe verde con frontón partido con una cruz en el centro. Todo parece corresponder a época contemporánea.
En el primer cuerpo se halla la pintura al óleo, en marco de rocalla dorada, de Nuestra Señora del Carmen, objeto de una gran veneración de los gaditanos. En una cartela aparece la inscripción de las indulgencias concedidas por el obispo Fray Juan Bautista Servera. En el ático del retablo se encuentra un lienzo al óleo del Nazareno, que relacionan con la bajada de la escultura de Santa María que tomó vida acudiendo a consolar y curar a los apestados del Campo Santo y Hospital Real en 1681.
Atravesando el gran portón, se pasa a la portería. A la izquierda encuentra el visitante de nuevo otra pintura grande sobre lienzo del Nazareno con el Cirineo, procedente de una de las escaleras de la capilla del Pópulo, al parecer del siglo XVII.

### Patio principal
El patio principal nos inunda con su blancura de cal y el verdor de sus palmeras y geranios. Es una combinación de lo genovés, lo holandés y lo andaluz, lográndose un conjunto característico gaditano con el pavimento de mármoles de losas blancas y grises de Génova, azulejos de Delft encintados entre ladrillos y tabicas de jaspe, y la mezcla de hierros forjados y enlucidos de cal.
El patio principal tiene una crujía de tres arcos de medio punto por cada lado, apoyados sobre columnas de mármol de orden toscano sobre pedestal. En el entablamento de los arcos corre un friso de triglifos y metopas lisas. Sobre la cornisa, sencillamente adornada, se abren ventanas entre pilastras de orden jónico rematadas en frontones partidos, en cuyo centro aparece un óculo circular. La cornisa del entablamento de esta segunda planta apea sobre dentellones y va contorneando el saliente de las pilastras, que se prolongan formando pedestales, entre los que corre la baranda de la azotea que, con sus hierros forjados en graciosas formas espirales, resulta extremadamente airosa.
Las arquerías muestran diversos motivos decorativos que se distinguen perfectamente por su color verde sobre el blanco. La heráldica municipal de Cádiz de Hércules luchando con el león de Nemea y la columna del Non Plus Ultra, reconocimiento de la ayuda prestada a la construcción del Nuevo Hospital de Mujeres, se repite en las crujías norte y sur, mostrando ésta, además, la cabeza del mítico fundador en la clave del arco de su izquierda. En las claves de los arcos centrales aparecen talladas cabezas femeninas coronadas de laurel mientras que las demás muestran mascarones barbudos, muy expresivos o ridículos. En cambio, las enjutas de las crujías este y oeste ofrecen cabezas infantiles con abundante rocalla. Gran parte de esta obra decorativa pertenece al escultor en piedra Cayetano de Acosta, que estuvo trabajando en la Catedral Nueva con obras identificables desde 1744 al 1750 y hay constancia de habérsele abonado pagos en las cuentas de la fábrica del Hospital.
El patio se convertía en la prolongación de la Iglesia, sobre todo las fiestas principales del Hospital y para aliviar el calor del verano se colgaba una vela o toldo. En la crujía de levante se abrían las puertas de la capilla del patio y bajo una bóveda pintada al fresco con una gloria de ángeles y un centro esculpido con un sol y la paloma del Espíritu Santo aparecía una escultura sedente de candelero de la Virgen del Carmen.
En la crujía norte se abrían las magníficas puertas doradas con motivos chinescos de flores y pájaros y rocalla para manifestar a la Titular en su templete o baldaquino a los fieles de dentro y de la calle durante la novena del Carmen.

#### Vía Crucis

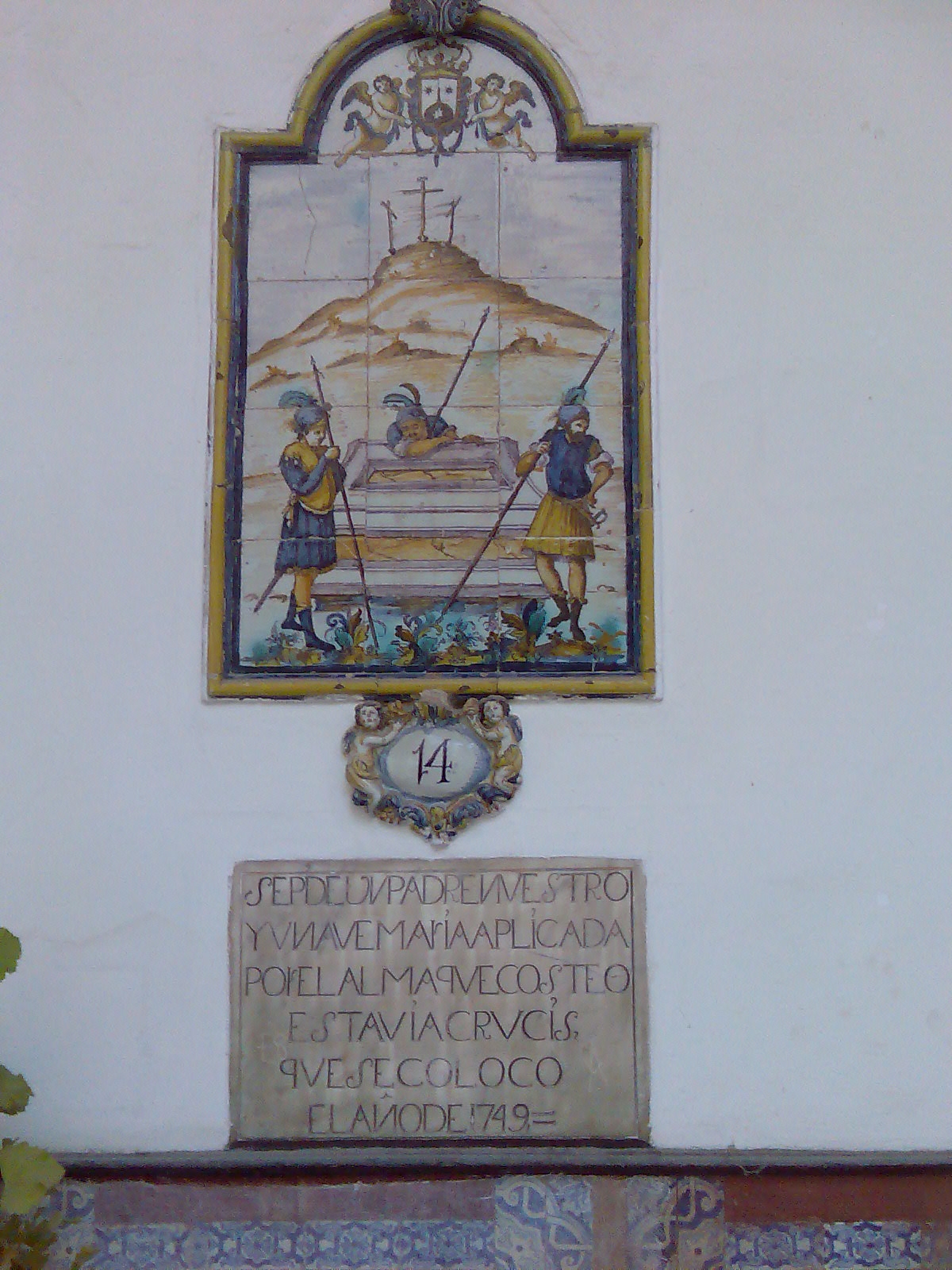
Decimocuarta estación del Vía Crucis y placa.

Está colocado en torno al patio principal, y se ha conservado completo y en perfecto estado. Compuesto por piezas de 2×2 dm, cada escena tiene aproximadamente un metro de alto por 6 dm de ancho, sin incluir el pequeño medallón interior sostenido por angelitos que indican el número de la estación, ni la cruz que lo corona. Están hechos en terracota vidriada, técnica relativamente frecuente en los talleres sevillanos de mediados de la centuria. La composición de todas las escenas es más complicada de lo usual en este tipo de obras pero están bien resueltas. Las escenas, protagonizadas por personajes elegantemente estabilizados, se desenvuelven en espacios abiertos o entre curiosas arquitecturas que, con un carácter ecléctico, recuerdan a veces las representadas en los azulejos de Montería y otras evocan edificaciones sevillanas de la época.
En principio se pensó que pudiera tratarse de una obra perteneciente a talleres no sevillanos, pues en Cádiz los azulejos tienen un doble origen: holandeses y sevillanos. Los holandeses pintan sus obras en azul y blanco, a diferencia de los sevillanos, en que la gama cromática es más amplia e idéntica a los del Vía Crucis del Hospitalito. Una placa de mármol con una leyenda grabada dice así:
SE PIDE UN PADRE NUESTRO / Y UN AVE MARIA APLICADA / POR EL ALMA QUE COSTEO / ESTE VIACRUCIS QUE SE COLOCO EL AÑO DE 1749.
Estos marcos no están situados correlativamente para que así cada estación guarde con la siguiente la misma distancia y medida que existe en Tierra Santa.
En el claustro alto del mismo patio principal se encuentra otro Vía Crucis, de tamaño menor, calidad de dibujo más endeble, aunque de similar técnica y estilo. Bajo la última estación se encuentra una placa de mármol similar a la anterior.
En el segundo patio bajo se encuentra solitario un azulejo más de las mismas características que el Vía Crucis grande, donde se representa la Dolorosa.

### Iglesia
La iglesia se encuentra en la crujía entre patio y fachada principal. Es de planta de salón, dividida en tres naves por columnas toscanas sobre pedestales. Los muros laterales se articulan por pilastras dóricas de fuste estriado. Las bóvedas son de aristas y rebajadas y se cubren con una decoración de rocalla de yeso, posiblemente de Gonzalo de Pomar y de Cayetano de Acosta. En el tramo principal, que podría considerarse crucero, aparece una pintura con la Virgen del Carmen en medio de una gloria de ángeles y el escudo carmelitano a sus pies. Las cuatro pechinas nos recuerdan a personajes, insignes benefactores del Hospital: los obispos Lorenzo Armengual y de la Mota y José María Rancés y Villanueva y los presbíteros Bruno Verdugo Armengual y de la Mota y Alejandro de Pavía y Pedecina. Es obra del pintor gaditano Felipe Abárzuza.

#### Altar mayor
Es de estilo neoclásico, del siglo XIX, de orden jónico con frontón curvo, como los de Torcuato Benjumeda en la Parroquia del Rosario, pero de madera pintada imitando mármoles jaspeados. El altar mayor primitivo consistía en un templete, al parecer de orden toscano, que cobijaba la escultura de la Titular y que estaba flanqueado por cuatro esculturas menores, dos a cada lado, de San Bruno, San Jacinto de Polonia, Santo Tomás de Aquino y Santa Teresa de Ávila, iconografía relacionada con el citado benefactor, Bruno Verdugo, la madre de éste y hermana del obispo, Jacinta Armengual, el obispo Tomás del Valle. Este altar mayor primitivo podría ser obra de Gonzalo de Pomar.
Delante del altar mayor y presbiterio se halla una lápida con el escudo de armas del marquesado y la siguiente
inscripción:
ESTA CAPILLA ALTAR Y BÓBEDA ES DE D.BRUNO BERDUGO Y ARMENGUAL DE LA MOTA, MARQUES DE CAMPO ALEGRE; CAVALLERO, DEL ORDEN DE SANTIAGO, DEL CONSEJO DE S.M. EN EL R. DE HACIENDA; VEINTE Y CUATRO PERPETUO DE LA CIUDAD DE SEVILLA, Y SU LEXITIMA MUGER Dª ALFONSA OBRIEN Y OCCONOR, MARQUESA DE CAMPO ALEGRE, MURIO EN MADRID A 6 DE OCTUBRE DE 1746. LA SRA. Dª ALFONSA OBRIEN Y OCCONOR Y FUE ACOMPAÑADO SU CADAVER POR EL MARQUES DE CAMPO ALEGRE, SU MARIDO, DESDE DICHA VILLA A ESTA CIUDAD Y SE COLOCO EN ESTE SITIO A 29 DE MAIO DE 1748
Una mesa de altar barroca con decoración de rocalla y escudo del Carmen sirve para la celebración de la misa cara al pueblo.
El sagrario de madera dorada de estilo barroco y de orden toscano, tiene una puerta con un relieve policromado que representa la Oración del huerto, que pudo pertenecer a la Capilla del Nacimiento y es obra del Maestro escultor que talló las imágenes de los altares colaterales.
La imagen de Nuestra Señora del Carmen que preside el altar mayor desde su hornacina es de candelero y del siglo XVIII. Quizás pudiese tratarse de la Imagen devotísima que se colocó en 1657 en la inauguración del Hospitalito. Viste ropas bordadas del siglo XIX y posee una rica corona dieciochesca.
La iglesia tiene cinco capillas colaterales, tres en la nave del evangelio y dos en la de la epístola. Las colaterales primeras y la de la Inmaculada se inauguraron en 1749 y las dos de los pies se hicieron después de 1763

#### Capilla del Nacimiento
Grupo escultórico de figuras estofadas y policromadas desde el tamaño natural disminuyendo hacia un fondo donde se combina lo rústico del establo, con una arquitectura noble. La Virgen y S. José, el Niño en su cuna con dos ángeles rendidos y la mula y el buey detrás, tres pastores de tamaño algo menor sirviendo de embocadura del escenario y de primer fondo, por encima un rompimiento de gloria con rayos y querubes con ángeles que sostienen la filacteria con el Gloria in Excelsis Deo et in terra pax y cuatro figuras en relieve. Se considera una obra genovesa elaborada hacia 1750. Dos esculturas de San Eugenio de Toledo y San Lorenzo, mártir, flanquean este grupo, de cronología similar.
La capilla perteneció a la familia de Lorenzo Careu, natural de Waterford (Irlanda), que ayudó notablemente a los gastos de construcción del Nuevo Hospitl, concediéndole el obispo Fray Tomás del Valle el patronato de la capilla, como reza la orla de la lápida de la bóveda:
ESTA CAPILLA Y BOBEDA ES DE DON LORENZO CAREU Y DE Dª EVGENIA Mª MELERO SV ESPOSA Y DE SUS HEREDEROS. SE FABRICO A SU COSTA EL AÑO 1749

#### Capilla de la Inmaculada
Lo preside una talla diciochesca de la Inmaculada Concepción, relacionable con la producción de Pedro Duque Cornejo. Tiene un grupo de tres ángeles que se agarran a la media luna. El camarín está inserto en un retablo dorado bajo un arco sostenido por un juego de columnas de orden compuesto, con fuste acanalado y tambor, tres a cada lado, de mayor tamaño y adelantadas las centrales. Dos ángeles se asientan sobre los extremos del frontón partido, que deja el espacio a un óvalo con rayos, coronándose el conjunto con un remate con dos querubes. Esta capilla fue patrocinada por Lorenzo Ley, natural de Kikenny (Irlanda), como lo indica la inscripción de la orla de la bóveda de enterramiento.
ESTA CAPILLA Y BOBEDA ES DE DON LORENZO LEY DE DE Dª CATHALINA GERMANA WARNES Y DE SUS HEREDEROS. SE FABRICO A SU COSTA EL AÑO 1749

#### Capilla de San Cayetano
De composición idéntica a la de San Francisco de Asís, salvo por el cuadro de su titular. Se componen de mesa de altar de talón dorada con tarjetas también doradas sobre caja sepulcral pintada, imitando jaspe verde. Los retablos están insertos en sendos guardapolvos, disponen de un solo cuerpo para el cuadro flanqueado por dos columnas de orden corintio con tambor y resto del fuste liso, y sostienen un breve frontón partido con espirales. Unas molduras mixtilíneas con ménsulas y adornos rematan el conjunto. Las pinturas se asientan sobre predelas y repisas de estilo rococó en su fase más exuberante, muestra que se halla presente hasta en los fustes de las columnas. Al parecer se deben a Gonzalo de Pomar.
La pintura de San Cayetano es en lienzo y nos representa a la Virgen en el ángulo superior izquierdo sentada después de haber entregado el Niño al santo, el cual lo acoge extasiado, mientras aquel vuelve el rostro hacia el espectador a la vez que acaricia su mejilla. Dos parejas de querubes, un ángel niño portando una corona de flores y los atributos de una corona y un cetro dorados dan más vairedad y colorido al fondo oscuro del cuadro. Es una obra sevillana contemporánea a otras del Hospital.

#### Capilla de San Francisco de Asís
De composición idéntica a la anterior, salvo por el cuadro que lo presida. La pintura de la Visión de San Francisco con el compañero de espalda es la joya de esta institución y firmada por el Greco. Fue propiedad personal del Obispo Lorenzo Armengual quien la trajo de Madrid a su palacio de Chiclana de la Frontera, y que heredó su sobrino Bruno, donándola al Hospital con otros objetos y vasos sagrados, llegando a Cádiz en 1747. El Greco consiguió el mejor San Francisco de su vida. Los críticos coinciden en señalar la variada gama de grises que predominan en el cuadro, sin embargo existen pinceladas propias en rostro, manos, los sayales, el cordón y la yedra que ambienta la escena de la selva o bosque.

#### Capilla de Nuestra Señora de las Angustias o Soledad
Se encuentra en el lado de la epístola. Nuestra Sra. está representada en una pintura al óleo sentada al pie de la cruz con la ciudad de Jerusalén al fondo. Las esculturas estofadas y policromadas de Santo Domingo de Guzmán y de Santa Catalina de Alejandría, de tamaño menor, ocupan los flancos del cuadro, y son los santos titulares de los padres de Alejandro de Pavía y Pedecina, que se encuentran sepultados en la bóveda bajo una lápida con sus armas y la orla siguiente:
ESTA CAPILLA Y BOBEDA ES DE D, JUAN DOMINGO PAVIA Y DOÑA CATHALINA PEDEZINA Y SUS EREDEROS, AÑO DE 1749

### Escalera Imperial
La escalera del Hospital de Mujeres es todo un símbolo, única en España. Como núcleo del edificio, centro de reunión y repartidora de circulación hacia las diferentes plantas, está impregnada de ambiente religioso. A la entrada de la escalera, un emblema del Carmelo y una imagen de la Virgen como Mater Misericordiae nos reciben como si se tratara de una fachada interior.
Consta de seis tramos dobles con dos mesetas o rellanos centrales, y la superficie rectangular sobre la que se levanta tiene que dar acceso a un entresuelo y a la planta noble con dos puertas fronteras en el primero, y seis en el segundo. Posee las características barrocas de las escaleras andaluzas, su gran dinamismo y concepto espacial nos invita a subir por ella, y es tan ingeniosa la distribución de los tramos que el espectador, al querer descubrir la disposición y desarrollo , sube arriba sin darse cuenta ni sentir cansancio, asombrado y divertido al ver como ha sido resuelto el problema.
Los tramos van decorados con yeserías geométricas, características del segundo tercio del siglo XVIII en Cádiz. Sus molduras rematan sobre el muro en el típico pinjante en forma de placa recortada. La caja rectangular remata en cúpula de yeso ovalada, constructivamente encamonada como la de San Felipe Neri, en la que también intervino el Maestro Afanador, y adorna sus muros con puertas, ventanas y óculos de gran independencia en formas y emplazamiento. En el espacio coronado por la cúpula, la luz se filtra por ocho óculos circulares, por celosías y un estrecho tambor formado de arquillos que le dan un aspecto de capilla con algo de aire morisco al mismo tiempo. Los muros ostentan óculos ciegos y cuadros con los retratos de los obispos Lorenzo Armengual y Tomás del Valle y de Sebastián Pinto de Rivera, alguacil mayor del Sto. Oficio, y de su esposa Josefa Valderrama, todos con sus inscripciones al pie refiriendo los beneficios aportados al Hospital. Sobre el remate de las puertas los nombres de las salas: La Misericordia, por donde se recibían las enfermas, la del Sacramento, la de Nuestra Señora del Carmen, la de San Cayetano, etc.